# Shaun Wright-Phillips

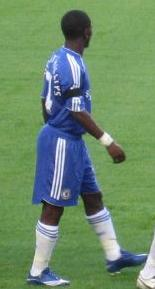
Shaun Wright-Phillips

Shaun Cameron Wright-Philips és un futbolista professional anglès d'ascendència Jamaicana i Granadina. Va néixer a Greenwich, Londres, Anglaterra el 25 d'octubre de 1981, fill adoptiu de l'exfutbolista Ian Wright. Juga d'extrem o davanter i el seu primer equip va ser el Nottingham Forest FC. Destaca per la seva velocitat, acceleració i habilitat en l'esquivament. El seu germà Bradley Wright-Phillips juga actualment a la MLS amb el New York Red Bulls.

## Internacional
Ha estat internacional amb la selecció de futbol d'Anglaterra en 19 ocasions i ha marcat 4 gols. El seu debut com internacional es va produir el 18 d'agost de 2004 en un partit amistós entre Anglaterra i Ucraïna. Va entrar com substitut en el minut 53 de partit per Nicky Butt i va acabar marcant un gol el 72. Durant la fase de classificació per a l'Euro 2008 va disputar 7 partits on va aconseguir marcar 2 gols. En el primer partit de Fabio Capello com a entrenador de la selecció d'Anglaterra en un amistós davant de Suïssa va jugar en el segon temps i va marcar el gol de la victòria per 2-1 per a la selecció de futbol d'Anglaterra.

## Clubs

### Manchester City
Wright-Phillips va arribar al primer equip del Manchester City amb 17 anys el 1999. Va formar part dels The citizens durant 6 temporades en les quals va disputar 153 partits i va assolir marcar 31 gols. Al juliol del 2005 la seva carrera com a jugador del Manchester City va arribar la seva fi, l'hàbil extrem va ser traspassat al Chelsea FC per 21 milions de lliures esterlines, uns 29,4 milions d'euros.

### Chelsea FC
Shaun Wright-Phillips va signar contracte amb els Blues per cinc temporades. José Mourinho tècnic del Chelsea FC per aquell temps el va definir com un dels millors jugadors anglesos de l'actualitat. En la seva primera temporada amb el conjunt de Stamford Bridge Wright-Phillips va disputar 27 partits de campionat nacional i 6 en competició europea (tots ells en Lliga de Campions). Va ser aquesta mateixa temporada quan l'internacional anglès va debutar en la màxima competició europea, la UEFA Champions League.

## Trajectòria
| Club            | País       | Any       |
| --------------- | ---------- | --------- |
| Manchester City | Anglaterra | 1999-2005 |
| Chelsea FC      | Anglaterra | 2005-     |

## Palmarès

### Campionats nacionals
| Títol             | Club       | País       | Any  |
| ----------------- | ---------- | ---------- | ---- |
| Community Shield  | Chelsea FC | Anglaterra | 2005 |
| FA Premier League | Chelsea FC | Anglaterra | 2006 |
| Carling Cup       | Chelsea FC | Anglaterra | 2007 |
| FA Cup            | Chelsea FC | Anglaterra | 2007 |